# Fortunio Affaitati
Pour les articles homonymes, voir Affaitati.
Fortunio Affaitati (né à Crémone en 1510 et mort à Londres en 1555) est un philosophe italien.

## Biographie
Fortunio Affaitati est né en 1510, à Crémone, d’une famille féconde en hommes de mérite. Les talents de Fortunio lui méritèrent la bienveillance du pape Paul III, qui se l’attacha par quelque emploi ; il lui dédia son ouvrage intitulé : Physicæ ac astronomicæ Considerationes, Venise, 1549, in-8°. Ce volume, devenu rare, contient six traités dont les plus curieux sont ceux : de varia gemellorum Fortuna, et de Androgyno a se ipso concipiente. Il est assez vraisemblable que ce dernier opuscule était connu de l’auteur de Lucina sine concubitu. Le P. Moschini s’étonne que le pape ait accepté la dédicace d’un ouvrage aussi singulier . Après la mort de son protecteur, Fortunio quitta Rome ; et ayant passé en Angleterre, il s’y noya dans la Tamise, en 1555 .